# Paarse Vrijdag

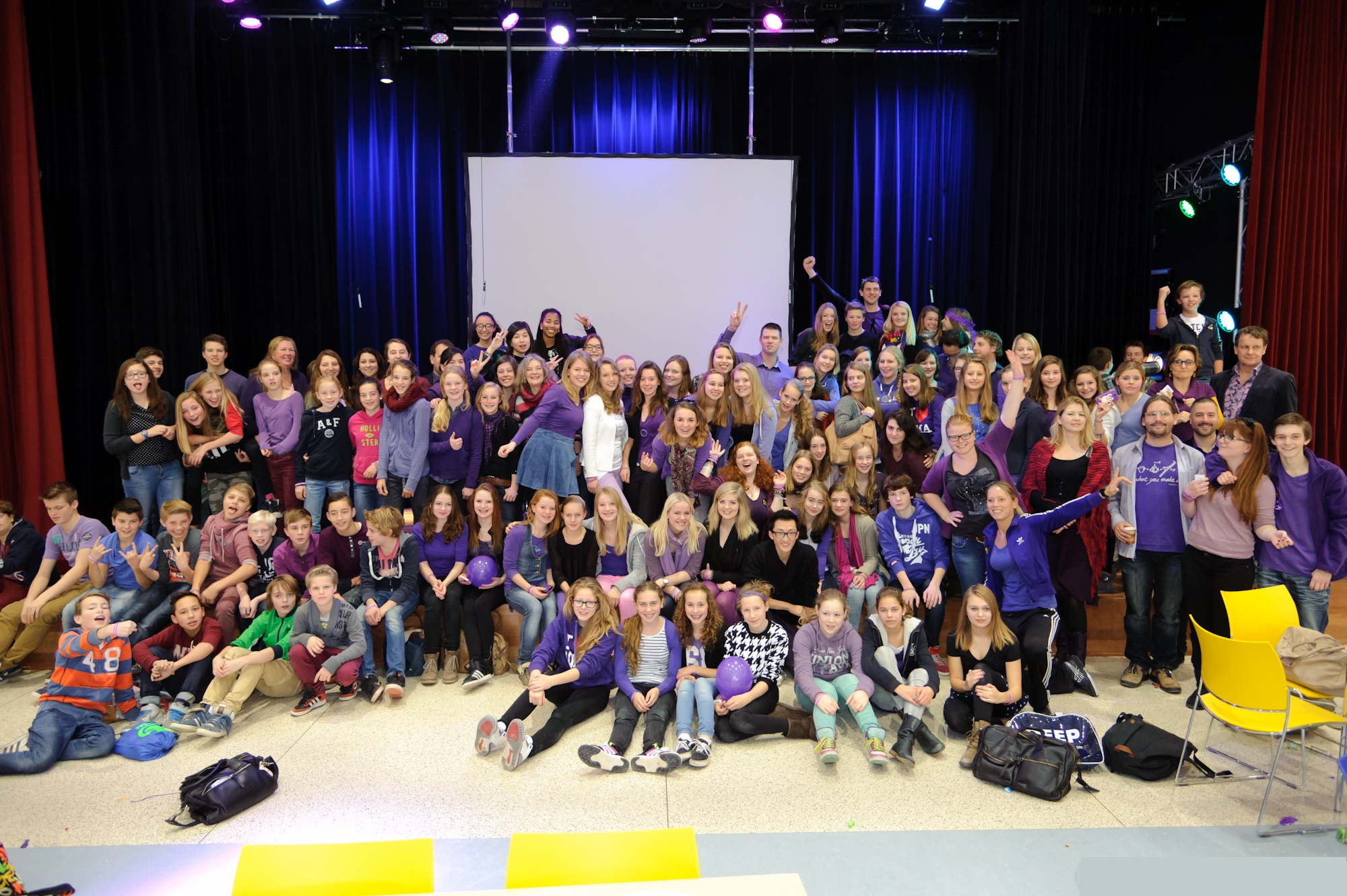
Leerlingen van Het Baarnsch Lyceum met paarse kleding ter gelegenheid van Paarse Vrijdag 2013

Paarse Vrijdag is een dag waarop scholieren en studenten door het dragen van de kleur paars op school hun solidariteit kunnen tonen met lhbt+'ers. In Nederland wordt de dag sinds 2010 ieder jaar op de tweede vrijdag van december gehouden.
Paarse Vrijdag ontstond naar het voorbeeld van Spirit Day in de Verenigde Staten, die eerder in 2010 voor het eerst plaatsvond als uiting tegen het pesten van lhbt-jongeren. In de VS en Canada vindt deze dag plaats op de derde donderdag van oktober.
De kleur paars en de in Noord-Amerika gebruikte naam Spirit Day zijn ontleend aan de paarse baan van de regenboogvlag van de homobeweging, die spirit (karakter) symboliseert.

## Nederland
In Nederland werd Paarse Vrijdag voor het eerst gehouden in 2010, op initiatief van Nazmul Zaman, die op zijn school, de Piter Jelles scholengemeenschap op een positieve manier seksuele en genderdiversiteit zichtbaar wilde maken, en steun wilde bieden aan lhbt-jongeren. Sindsdien wordt deze dag georganiseerd door het netwerk van Gender & Sexuality Alliances (GSA) van lhbti-belangenorganisatie COC.
Paarse Vrijdag wordt georganiseerd omdat scholen in Nederland nog vaak geen veilige plek voor lhbti-jongeren zijn. De helft van alle middelbare scholieren heeft moeite met openlijke uitingen van homoseksualiteit. Lhbti-jongeren vinden school minder leuk, ze spijbelen vaker, ze vinden de onderlinge sfeer in de klas (en hun eigen positie hierin) minder goed, ze hebben een minder goede band met hun docenten en 51% van hen die uit de kast zijn, zijn het afgelopen jaar gepest of hebben te maken gehad met negatieve reacties rondom hun geaardheid.
Ook in Nederland is suïcide onder lhbti-jongeren een probleem. Het aantal lhbti-jongeren dat weleens een zelfmoordpoging heeft gedaan, ligt bijna vijfmaal hoger dan onder heterojongeren. Er is een wetenschappelijk aangetoond verband tussen pesten en hoge suïcidecijfers onder lhbti-jongeren.
Bij de eerste keer in 2010 deden 150 scholen mee, dat aantal verdubbelde in 2011. Sinds 2011 wordt op een deel van de scholen jaarlijks de Paarse Vrijdag Krant uitgegeven, met verdieping en educatieve inhoud rond seksuele en genderdiversiteit. In 2012 werd tijdens Paarse Vrijdag op 450 van de 680 middelbare scholen in Nederland opgeroepen om paars te dragen als uiting tegen homo- en transfobie. Ook werden er 120.000 paarse polsbandjes uitgedeeld en voorlichting- en/of promotiefilmpjes vertoond. In 2013 deden 500 van de 680 middelbare scholen mee aan Paarse Vrijdag, in 2014 meer dan 500 van de ongeveer 700.
In 2024 werd op zo'n 1900 basisscholen en 1000 middelbare scholen en mbo's aandacht besteed aan Paarse Vrijdag. Uit een onderzoek van de NOS bleek dat in dat jaar op driekwart van de scholen deze dag ook onenigheid oplevert en in toenemende mate tot weerstand leidt. Dat uitte zich in discussies, protestuitingen, kleine vernielingen of leerlingen die thuisbleven, met als gevolg dat sommige scholen geen Paarse Vrijdag meer organiseren of er een algemene dag van respect van maakten.

## Verenigde Staten
De Amerikaanse Spirit Day ontstond in 2010 op initiatief van de Canadese studente Brittany McMillan, die haar solidariteit wilde tonen nadat er in de media in de Verenigde Staten veel aandacht was geweest voor zelfmoorden onder homojongeren.
In de VS wordt op Spirit Day door naar schatting enkele miljoenen mensen iets met de kleur paars gedragen als uiting tegen pesten. Hier wordt het evenement gecoördineerd door homobelangenorganisatie GLAAD. Deze maakte bekend dat in 2012 onder meer de zes grootste Amerikaanse sportkoepels, zoals de The National Basketball Association (NBA), National Football League (NFL) en de National Hockey League (NHL) aan het evenement meededen. Ook dragen op Spirit Day een reeks bekende sterren uit Hollywood paars, worden gebouwen paars uitgelicht en besteden televisie- en radioprogramma's er aandacht aan.